# Rivalidad Austria-Prusia

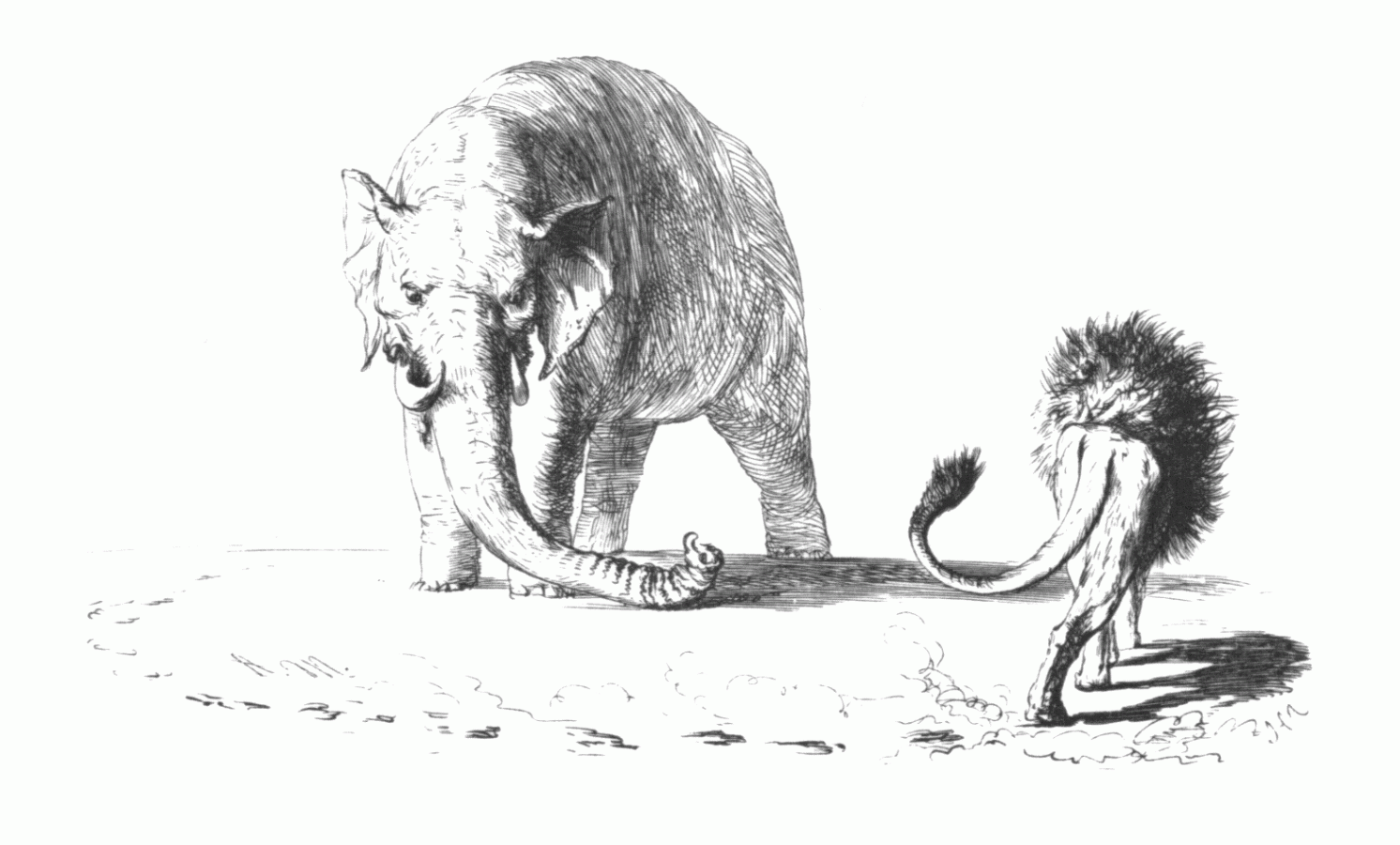
El león prusiano dando vueltas alrededor del elefante austríaco. Ilustración de Adolph Menzel, 1846.

Austria y Prusia eran los principados más poderosos del Sacro Imperio Romano entre los siglos siglo XVIII y siglo XIX, y habían emprendido una lucha por la supremacía en Europa Central. Localmente conocida como Deutscher Dualismus (Dualismo alemán), la rivalidad entre Austria y Prusia se caracterizó por grandes conflictos territoriales, contenciones económicas, culturales y políticas por el liderazgo soberano entre los pueblos de habla alemana.
Ambos oponentes se encontraron por primera vez en las guerras de Silesia y la guerra de los Siete Años a mediados del siglo XVIII hasta la culminación del conflicto en la guerra austro-prusiana de 1866. Sin embargo, las relaciones no siempre fueron hostiles, ya que ambos países cooperaron con éxito durante las guerras napoleónicas y la segunda guerra de Schleswig.

## Trasfondo

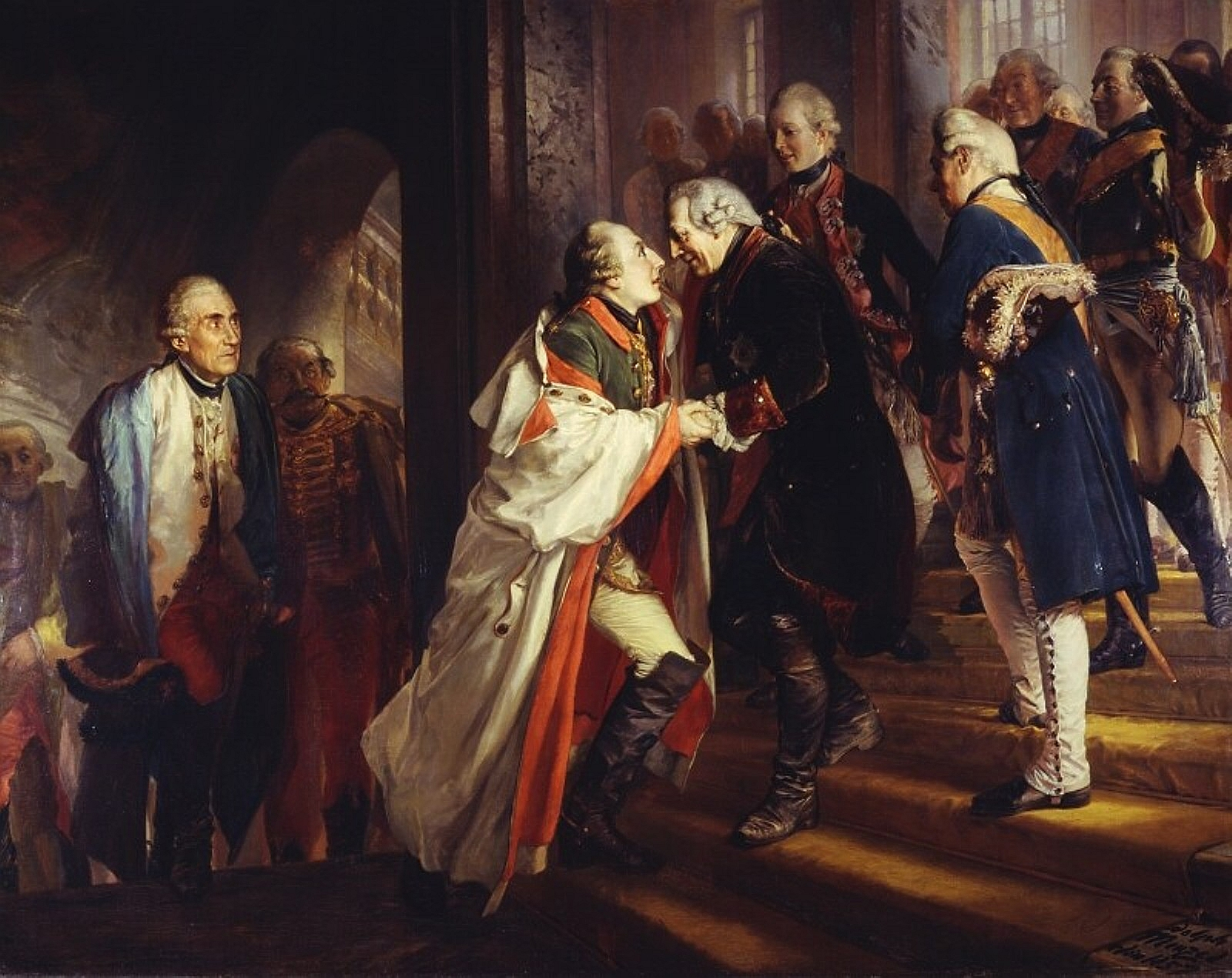
Federico II de Prusia y José II, emperador del Sacro Imperio Romano, se encuentran en Neisse el 25 de agosto de 1769

El Margraviato de Brandeburgo fue declarado oficialmente uno de los siete electorados del Sacro Imperio Romano por la Bula de Oro de 1356. Extendió la mayor parte de su territorio en la región oriental de Neumark, y después de la guerra de Jülich por la sucesión del Tratado de Xanten de 1614 también ganó el Ducado de Cleves, así como los condados de Mark y Ravensberg ubicados en el noroeste de Alemania. Finalmente surgió de las fronteras imperiales cuando en 1618 los electores de Hohenzollern se convirtieron en duques de Prusia, entonces un feudo de la Corona Polaca y las tierras de Brandeburgo-Prusia fueron gobernadas en unión personal. En 1653, el Gran Elector Frederick William adquirió Farther Pomerania y alcanzó la plena soberanía en Prusia Ducal mediante el Tratado de Wehlau de 1657 concluido con el rey polaco John II Casimir Vasa. En 1701, el hijo y sucesor de Frederick William, Frederick I, llegó al consentimiento del emperador Leopoldo I para proclamarse «rey en Prusia en Königsberg», con respecto al hecho de que todavía tenía la dignidad electoral de Brandeburgo y el título real solo era válido en las tierras prusianas fuera del imperio.
El largo ascenso de la Casa de los Habsburgo austríaca había comenzado con la victoria del rey Rudolph en la batalla de 1278 en Marchfeld y la obtención final de la corona imperial por el emperador Federico III en 1452. Sus descendientes Maximiliano I y Felipe El Justo ganaron mediante matrimonio la herencia de los duques de Borgoña y la corona española de Castilla (tu felix Austria nube), y bajo el emperador Carlos V el reino de los Habsburgo se convirtió en una gran potencia europea. En 1526 su hermano Fernando I heredó las Tierras de la Corona de Bohemia así como el Reino de Hungría fuera de las fronteras del Imperio, sentando las bases de la Monarquía Habsburgo de Europa Central. Desde el siglo XV hasta el siglo XVIII, todos los emperadores del Sacro Imperio Romano fueron archiduques austríacos de la dinastía de los Habsburgo, que también poseían la dignidad real bohemia y húngara.
Después de la Reforma protestante, los Habsburgo católicos tuvieron que aceptar la Paz de Augsburgo en 1555 y no pudieron fortalecer su autoridad imperial tras la desastrosa guerra de los Treinta Años. Tras la Paz de Westfalia de 1648, Austria tuvo que lidiar con el creciente poder Brandeburgo-Prusiano en el norte, que reemplazó al Electorado de Sajonia como el principal estado protestante. Los esfuerzos realizados por el Gran Elector y «Rey Soldado» Frederick William I habían creado un estado progresista con un ejército prusiano altamente efectivo que, tarde o temprano, tuvo que colisionar con las pretensiones de poder de los Habsburgo.

## Historia

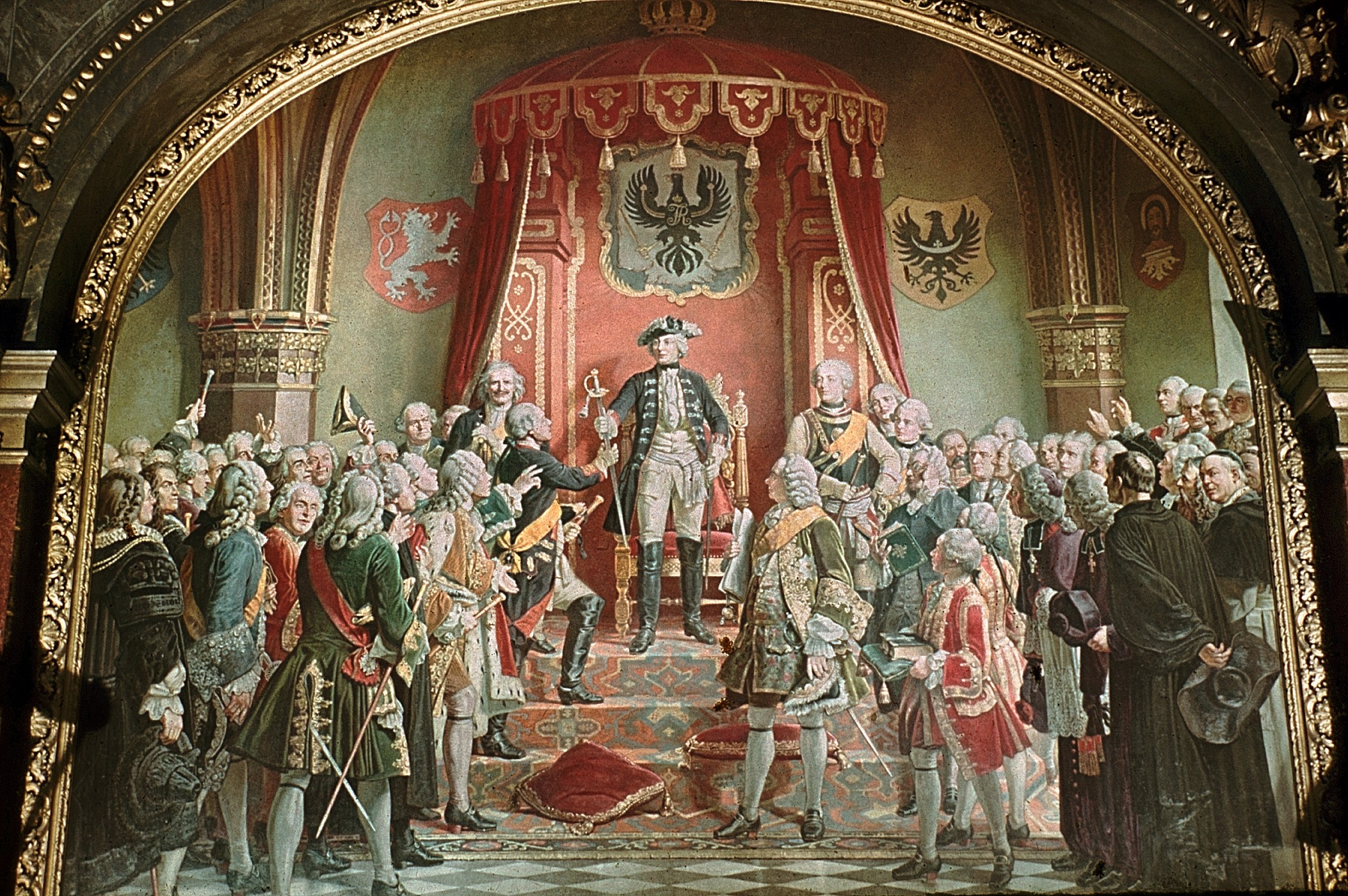
Federico recibe homenaje de las fincas de Silesia, pintura mural de Wilhelm Camphausen, 1882

Se cree que la rivalidad comenzó cuando, tras la muerte del emperador de los Habsburgo Carlos VI en 1740, el rey Federico el Grande de Prusia lanzó una invasión de Silesia controlada en ese entonces por Austria, comenzando la primera guerra de Silesia (de las tres guerras de Silesia por venir) contra María Teresa. Federico había roto su promesa de reconocer la Sanción Pragmática de 1713 y la indivisibilidad de los territorios de los Habsburgo, por lo que desencadenó la guerra paneuropea de la sucesión austríaca. Él derrotó decisivamente a las tropas austríacas en la batalla de Chotusitz de 1742, después de lo cual María Teresa, por los Tratados de Breslavia y Berlín, tuvo que ceder la mayor parte de las tierras de Silesia a Prusia.
En ese momento, Austria aún reclamaba el manto del Imperio y era la principal fuerza de los estados alemanes desunidos. Hasta 1745, María Teresa pudo recuperar la corona imperial de su rival de Wittelsbach, Carlos VII, al ocupar sus tierras bávaras pero, a pesar de su Alianza Cuádruple con Gran Bretaña, la República Holandesa y Sajonia, no pudieron recuperar Silesia: la segunda guerra de Silesia comenzó con La invasión de Federico a Bohemia en 1744 y después de la victoria prusiana en la batalla de Kesselsdorf de 1745, por el Tratado de Dresdese, confirmó el status quo ante bellum: Frederick mantuvo Silesia pero finalmente reconoció la adhesión del esposo del emperador Francisco I, María Teresa. Los términos fueron nuevamente confirmados por la paz final de Aquisgrán en 1748.
María Teresa, todavía irritada por la pérdida de la joya más preciada de la corona, aprovechó el respiro para implementar varias reformas civiles y militares dentro de las tierras austríacas, como el establecimiento de la Academia Militar Theresian en Wiener Neustadt en 1751. Su hábil canciller estatal, el príncipe Wenzel Anton de Kaunitz, tuvo éxito en la Revolución diplomática de 1756, aliándose con la antigua némesis de los Habsburgo, Francia, bajo el rey Luis XV, para aislar a Prusia. Federico, sin embargo, había completado la «cuadrilla señorial» con la conclusión del Tratado de Westminster (1756) con Gran Bretaña. Volvió a actuar mediante una guerra preventiva, invadiendo Sajonia y abriendo una tercera guerra de Silesia (y la guerra de los Siete Años más amplia).
Sin embargo, la conquista de Praga fracasó y, además, el rey tuvo que lidiar con las fuerzas rusas que atacaban Prusia Oriental mientras las tropas austríacas entraban en Silesia. Su situación empeoró cuando las fuerzas austríacas y rusas se unieron para infligirle una aplastante derrota en la batalla de Kunersdorf de 1759. Federico, al borde, fue salvado por la discordia entre los vencedores en el «Milagro de la Casa de Brandeburgo», cuando la emperatriz Isabel de Rusia murió el 5 de enero de 1762 y su sucesor Pedro III concluyó la paz con Prusia. Por el Tratado de Hubertusburgo de 1763 Austria, por tercera vez, tuvo que reconocer las anexiones prusianas. El reino usurpador había prevalecido contra las grandes potencias europeas y jugaría un papel vital en el futuro «Concierto de Europa».
Austria y Prusia lucharían contra Francia en las guerras napoleónicas; después de su conclusión, los estados alemanes se reorganizaron en 37 estados separados más unificados de la Confederación Alemana. Los nacionalistas alemanes comenzaron a exigir una Alemania unificada, especialmente en 1848 y sus revoluciones. Estaban en conflicto sobre el mejor estado-nación para lograr esto, una pregunta que se conoció como la «Pregunta alemana». La solución de la «Pequeña Alemania» (Kleindeutschland) favoreció a la Prusia protestante anexionándose todos los estados alemanes excepto Austria, mientras que la «Gran Alemania» (Grossdeutschland) favoreció a los católicos al tomar Austria el control de los estados alemanes separados. La cuestión de Schleswig-Holstein también se vio envuelta en el debate; la segunda guerra de Schleswig vio a Dinamarca perder ante las fuerzas combinadas de Austria y Prusia, pero esta última más tarde obtendría el control total de la provincia después de la guerra austro-prusiana, por lo que Austria fue excluida de Alemania. Después de la guerra franco-prusiana, Alemania se unificó bajo Prusia para convertirse en el Imperio alemán en 1871, y la rivalidad fue disminuyendo después del Congreso de Berlín en 1878. Alemania, liderada por Prusia, se había convertido en una potencia superior a Austria-Hungría.